# Aline Barros & Cia 3
Aline Barros & Cia 3  é o quinto álbum infantil de estúdio de Aline Barros, sendo o terceiro pela MK Music, lançado em 2011. No ano seguinte, o álbum foi anunciado como vencedor do Grammy Latino na categoria "Melhor Álbum de Música Cristã em Língua Portuguesa".
O álbum vendeu em torno de 130.000 cópias(dvd 50 mil cópias e cd 80 mil cópias) baseado  certificações, tanto em sua versão CD e DVD, recebeu certifição de disco de platina segundo a Pro-Música Brasil.

## Faixas
| N.º            | Título                  | Compositor(es)                  | Duração |  |
| 1.             | "Brincando de Adoleta"  | Júnior Maciel e Josias Teixeira | 3:00    |  |
| 2.             | "Dança do Canguru"      | Davi Fernandes e Jamba          | 2:54    |  |
| 3.             | "Arca de Noé"           | Beno César e Solange de César   | 3:22    |  |
| 4.             | "Dada Gugu"             | Anderson Freire                 | 3:14    |  |
| 5.             | "Quem Era o Menininho?" | Janeh Magalhães e Wagner Derek  | 4:24    |  |
| 6.             | "As Pirâmides de Faraó" | Beno César                      | 3:10    |  |
| 7.             | "Louvor de Miriã"       | Júnior Maciel e Josias Teixeira | 3:37    |  |
| 8.             | "Abra Um Sorriso"       | Beno César e Solange de César   | 4:24    |  |
| 9.             | "Mulher Samaritana"     | Beno César e Solange de César   | 3:12    |  |
| 10.            | "Milagres de Jesus"     | Gislaine e Mylena               | 3:15    |  |
| 11.            | "Pisa na Muralha"       | Beno César e Solange de César   | 3:24    |  |
| 12.            | "Eu Li na Bíblia"       | Gislaine e Mylena               | 4:12    |  |
| 13.            | "Junto e Misturado"     | Davi Fernandes e Renato César   | 3:06    |  |
| 14.            | "Trenzinho Chic Pom"    | Júnior Maciel e Josias Teixeira | 3:35    |  |
| Duração total: | Duração total:          | Duração total:                  | 49:15   |  |

## Ficha Técnica
- Produção executiva: MK Music
- Produção musical e arranjos: Rogério Vieira
- Arranjos de metais: Bruno Santos
- Arregimentação e regência do coro infantil: Marina Falcão
- Pianos, virtual synths, samplers e loops programmer: Rogério Vieira
- Guitarras e violões: Sérgio Knust
- Baixo: Marcos Natto
- Bateria: Leonardo Reis
- Percussão: Zé Leal
- Acordeon: Eron Lima
- Sax: Josué Lopez
- Trompete: Bruno Santos
- Trombone: Elias Corrêa
- Back-vocal: Fael Magalhães, Janeh Magalhães, Cleyde Jane e Jairo Bonfim
- Coro infantil: Gustavo Moraes, Andressa Moraes, Rebeca Guimarães, Dayanne Santos, Débora Santos e Gabriela Araújo
- Gravado no Yahoo Studios e no MK Studios
- Mixado por Edinho Cruz no MK Studios
- Masterizado no Magic Master por Ricardo Garcia
- Fotos: Ronaldo Rufino
- Criação e arte: Marina de Oliveira